# Schweppes
Schweppes — торговельна марка безалкогольних напоїв, заснована Якобом Швеппом у 1783 році. Належить The Coca-Cola Company.

## Історія

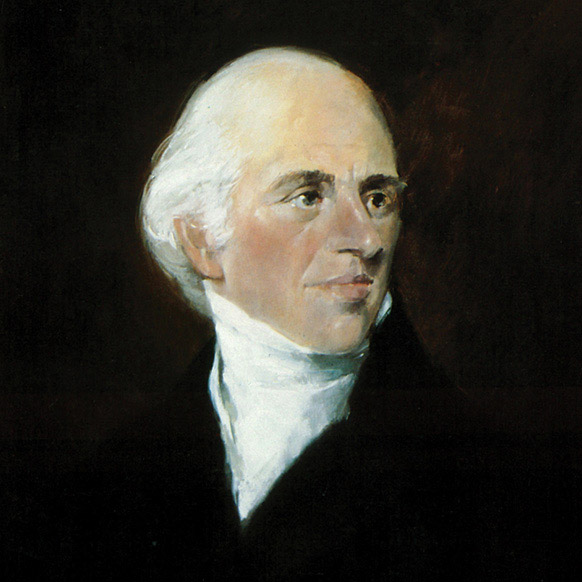
Йоган Якоб Швепп

Schweppes — перша торгова марка безалкогольних газованих напоїв у світі з понад двовіковою історією. Це одна з трьох торгових марок охолоджуючих напоїв, що входили в «Інтербренд 100» — рейтинг найдорожчих брендів світу.
Німець Йоган Якоб Швепп, швейцарський годинникар і вчений-любитель, в 1783 році розробив промисловий метод виробництва газованої води. У 1792 році він переїхав до Лондона, заснував компанію J. Schweppe and Co і відкрив перший завод.
У 1798 році компанія Якоба Швеппа вперше використала слово «Содова» в рекламі своєї продукції.
У 1835 році на ринку був представлений Schweppe's Lemonade — перший у світі солодкий газований напій.
У 1851 році компанії J. Schweppe & Co було доручено забезпечити напоями Велику Лондонську Виставку. На відзначення цієї події в центрі виставки було споруджено великий фонтан, наповнений водою Schweppes Malvern Water. Досі фонтан залишається частиною логотипу Schweppes.
У 1870 році асортимент продукції компанії поповнили тонік Schweppes Tonic Water та імбирний ель Ginger Ale.
У 1877 році компанія відкрила свій перший завод в Сіднеї, Австралія. Сім років потому ще один завод відкрився в Брукліні, Нью-Йорк.
У 1897 році компанія була перетворена у відкрите акціонерне товариство і стала називатися Schweppes Ltd.
У 1969 році Schweppes злився з іншим великим виробником Cadbury в єдиний концерн Cadbury Schweppes plc.
У 1999 році компанія The Coca-Cola Company викупила торгові марки Schweppes, Dr Pepper, Canada Dry і Crush для виробництва в Україні і низці інших країн. У США Schweppes виготовляється Dr Pepper Snapple Group.

## Асортимент продукції та цільова аудиторія

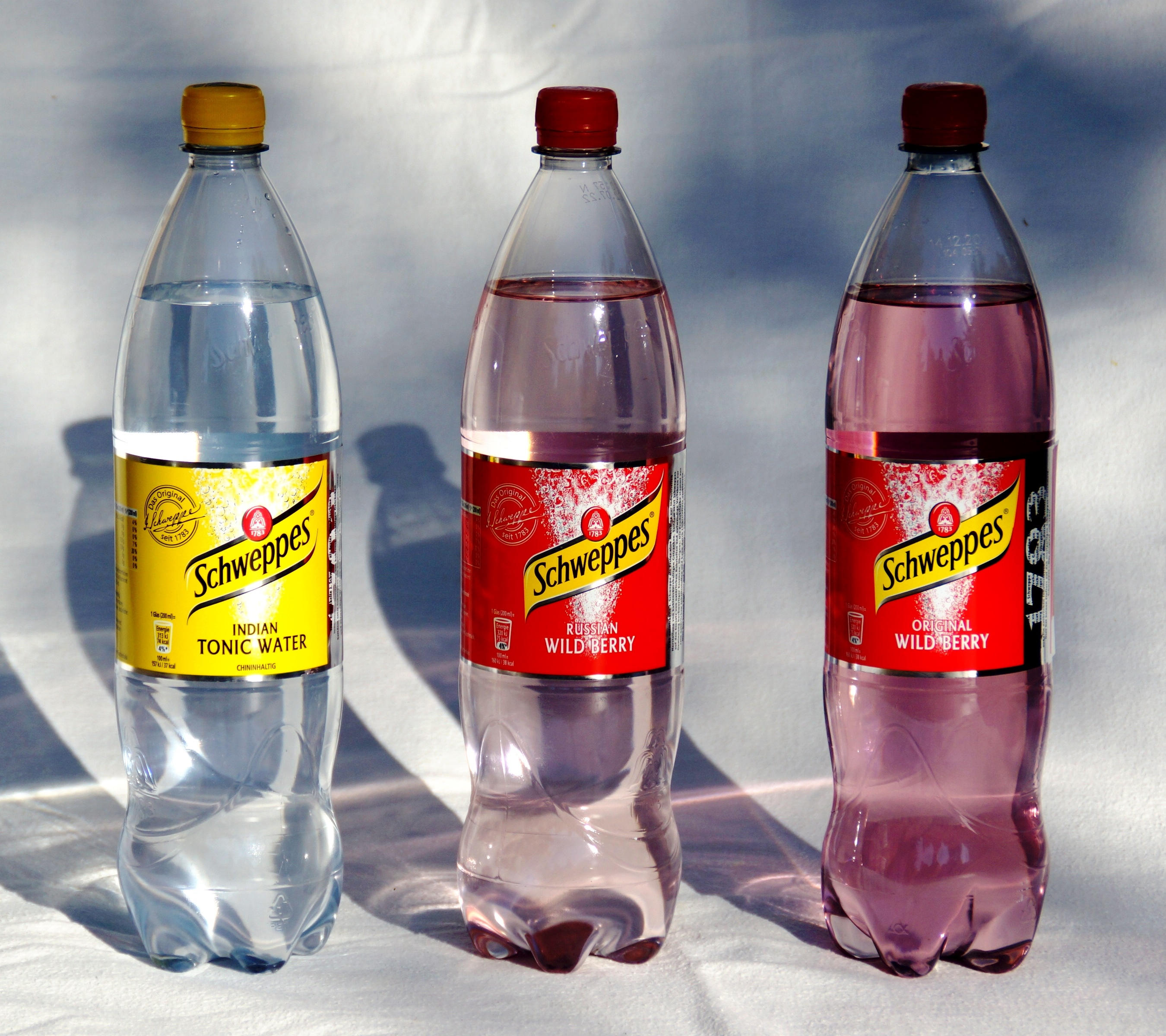
Напої Schweppes

Schweppes випускається в понад 160 країнах світу. Асортимент напоїв Schweppes, вироблених у світі, дуже різноманітний — від чистої газованої води (Schweppes Soda) до ексклюзивних національних смаків, що випускаються тільки в деяких країнах (наприклад, таких як Schweppes White Grape, Schweppes Orange Fusion, Schweppes Black Cherry).
У всьому світі напій Schweppes вживають як самостійно, так і у складі коктейлів.

## Історія реклами Schweppes
У 1953 році знаменитий Девід Огілві використав для рекламних макетів світлину глави американського відділення компанії. Образ рудобородого британця був настільки популярний, що використовувався в рекламних кампаніях майже 18 років.
Іншим відомим рекламним ходом стало використання звуконаслідування Schhhh, схожого на шипіння, що виривається з пляшки бульбашок газу і співзвучна з назвою компанії.
У різних країнах в різний час в рекламі Schweppes брали участь такі знаменитості, як Ніколь Кідман, Пірс Броснан, Вікторія Бекхем та інші відомі представники світу шоу-бізнесу.